# Pseudopeziza trifolii
Pseudopeziza trifolii är en svampart som först beskrevs av Antonius de Bivona-Bernardi, och fick sitt nu gällande namn av Karl Wilhelm Gottlieb Leopold Fuckel 1870. Pseudopeziza trifolii ingår i släktet Pseudopeziza och familjen Dermateaceae.  Arten är reproducerande i Sverige. Inga underarter finns listade i Catalogue of Life.